# 1525 pr. n. št.

## Rojstva
- Ahmoz-Meritamon, žena faraona Amenhotepa I. († 1504 pr. n. št.)
- Mutnofret, žena faraona Tutmoza I. (* ni znano)

## Smrti
- Ahmoz I., ustanovitelj  Osemnajste egipččanske dinastije (* ni znano)